# Bernaville
Bernaville is een gemeente in het Franse departement Somme (regio Hauts-de-France) en telt 996 inwoners (1999). De plaats maakt deel uit van het arrondissement Amiens.

## Geografie
De oppervlakte van Bernaville bedraagt 17,5 km², de bevolkingsdichtheid is 56,9 inwoners per km².
De onderstaande kaart toont de ligging van Bernaville met de belangrijkste infrastructuur en aangrenzende gemeenten.

## Demografie
Onderstaande figuur toont het verloop van het inwonertal (bron: INSEE-tellingen).